# Pentadesma
Pentadesma is een geslacht van planten uit de clusiafamilie (Clusiaceae). De soorten komen voor in  tropisch West- en westelijk Centraal-Afrika.

## Soorten
- Pentadesma butyracea Sabine
- Pentadesma exelliana Staner
- Pentadesma grandifolia Baker f.
- Pentadesma lebrunii Staner
- Pentadesma reyndersii Spirlet